# Monteiroa hatschbachii
Monteiroa hatschbachii är en malvaväxtart som beskrevs av Antonio Krapovickas. Monteiroa hatschbachii ingår i släktet Monteiroa och familjen malvaväxter. Inga underarter finns listade i Catalogue of Life.